# Mialgia
Mialgia é um termo utilizado para caracterizar dores musculares em qualquer parte do corpo.
A mialgia é uma dor muscular, localizada ou não. A dor surge devido a tensões nos músculos. A razão pode-se dever a um excessivo esforço, o que pode ocorrer com uma sobrecarga além da capacidade usual do índivíduo. Outras causas podem ser por exemplo uma má posição durante o trabalho ou devido ao stress mental.

## Sintomas
Dor localizada na região muscular afetada, podendo incluir limitação de movimento nos membros associados, inflamação de tendões e dor de cabeça. Pode ser tratado com o uso de analgésicos e evitando-se esforço muscular durante até uma semana. O correto diagnóstico só pode ser realizado clinicamente por um médico. Em caso de dores agudas, medicação intravenosa pode ser recomendada.